# Nazionale di atletica leggera dell'Algeria
La nazionale di atletica leggera dell'Algeria è la rappresentativa dell'Algeria nelle competizioni internazionali di atletica leggera riservate alle selezioni nazionali.

## Bilancio nelle competizioni internazionali

### Giochi olimpici
La nazionale algerina di atletica leggera vanta 12 partecipazioni ai Giochi olimpici estivi su 29 edizioni disputate.
Le quattro medaglie d'oro olimpiche vinte da atleti algerini sono state tutte conquistate nella specialità dei 1500 metri piani e portano la firma di Hassiba Boulmerka a Barcellona 1992, Noureddine Morceli ad Atlanta 1996, Nouria Mérah-Benida a Sydney 2000 e Taoufik Makhloufi a Londra 2012.
| Edizione            | Oro                                    | Argento                                                                | Bronzo                                                                  |
| ------------------- | -------------------------------------- | ---------------------------------------------------------------------- | ----------------------------------------------------------------------- |
| Barcellona 1992     | Hassiba Boulmerka (1500 m femminili)   |                                                                        |                                                                         |
| Atlanta 1996        | Noureddine Morceli (1500 m maschili)   |                                                                        |                                                                         |
| Sydney 2000         | Nouria Mérah-Benida (1500 m femminili) | Ali Saïdi-Sief (5000 m maschili)                                       | Djabir Saïd-Guerni (800 m maschili) Abderrahmane Hammad (alto maschile) |
| Londra 2012         | Taoufik Makhloufi (1500 m maschili)    |                                                                        |                                                                         |
| Rio de Janeiro 2016 |                                        | Taoufik Makhloufi (800 m maschili) Taoufik Makhloufi (1500 m maschili) |                                                                         |

### Mondiali
| Edizione                | Oro                                                                       | Argento                             | Bronzo                                |
| ----------------------- | ------------------------------------------------------------------------- | ----------------------------------- | ------------------------------------- |
| Tokyo 1991              | Noureddine Morceli (1500 m maschili) Hassiba Boulmerka (1500 m femminili) |                                     | Azzedine Brahmi (3000 siepi maschili) |
| Stoccarda 1993          | Noureddine Morceli (1500 m maschili)                                      |                                     | Hassiba Boulmerka (1500 m femminili)  |
| Göteborg 1995           | Noureddine Morceli (1500 m maschili) Hassiba Boulmerka (1500 m femminili) |                                     |                                       |
| Siviglia 1999           |                                                                           |                                     | Djabir Saïd-Guerni (800 m maschili)   |
| Parigi Saint-Denis 2003 | Djabir Saïd-Guerni (800 m maschili)                                       |                                     |                                       |
| Doha 2019               |                                                                           | Taoufik Makhloufi (1500 m maschili) |                                       |